# Giorgio Santelli
Giorgio Santelli   (Budapest, 25 de novembre de 1897 - Teaneck, 8 d'octubre de 1985) va ser un tirador d'esgrima italià que va competir a començament del segle xx. Era fill del també tirador .
Nascut a Budapest, Giorgio era fill d'Italo Santelli, un reconegut mestre d'esgrima italià que va revolucionar la tècnica del sabre.
El 1920 va prendre part en els Jocs Olímpics d'Anvers, on va disputar dues proves del programa d'esgrima. Guanyà la medalla d'or en la competició de sabre per equips, mentre en la de sabre individual quedà eliminat en les sèries. Santelli guanyà els campionats nacionals de sabre d'Hongria, Àustria i Itàlia.
El 1924 va emigrar als Estats Units, on exercí d'entrenador d'esgrima al New York Athletic Club, abans de fundar la Salle Santelli a Nova York. Giorgio va ser entrenador nacional dels Estats Units durant diverses dècades i el seu entrenador olímpic als Jocs de 1928, 1932, 1936, 1948 i 1952. Durant tots aquests anys formà nombrosos tiradors, entre els quals destaquen Norman Armitage, John R. Huffman, Tibor Nyilas, George Worth, Albert Axelrod, Ed Ballinger i Marty Lang.
Santelli va promoure l'esgrima en la coreografia escènica de Broadway, alhora que facilitava classes gratuïtes d'esgrima a les escoles. Va contribuir en eliminar les barreres del color dins l'esport de l'esgrima, convidant als tiradors negres al seu club.
El 1963 fou incorporat al United States Fencing Hall of Fame.